# Nieciągłość Gutenberga

Wnętrze Ziemi, litera B wskazuje nieciągłość Wiecherta-Gutenberga.

Nieciągłość Gutenberga (Wiecherta-Gutenberga lub Oldhama-Gutenberga) – strefa rozdzielająca płaszcz ziemski (sima) i jądro Ziemi (nife) na głębokości ok. 2900 km. Charakteryzuje ją zanik fal poprzecznych (które nie przechodzą przez jądro Ziemi), gwałtowny spadek prędkości fal podłużnych i skokowy wzrost gęstości materii oraz duża plastyczność. Jej temperatura wynosi około 1600°C.
Na nieciągłości Gutenberga styka się stała materia płaszcza z ciekłą materią jądra zewnętrznego. Już w 1949 r. zaobserwowano istnienie nad tą nieciągłością  warstwę o innych właściwościach sejsmicznych (tzw. warstwę D").  W 1986 roku odkryto, że gromadzą się tam cięższe skały krzemianowe, tworząc niejednorodną warstwę. Odgrywa ona ważną rolę dla dynamiki konwekcji w płaszczu Ziemi, między innymi ma wpływ na położenie plam gorąca,.
Zgodnie z podziałem wnętrza Ziemi według kryterium reologicznego nieciągłość Gutenberga stanowi strefę graniczną pomiędzy geosferami: mezosferą a barysferą (jądrem Ziemi).
Nazwa pochodzi od nazwisk badaczy: Beno Gutenberga, Emila Wiecherta i Richarda Dixona Oldhama. Obecnie nieciągłość Gutenberga najczęściej nazywa się CMB (core-mantle boundary). 